# 林一圭
林一圭（？—？），福建長樂人，明朝政治人物。举人出身。
万历三十二年（1604年），擔任明朝廣州府新安縣知縣。后由俞堯衢接任。